# Арнфельс
Арнфельс (словен. Арнеж) — ярмаркова громада в Австрії на півдні землі Штирія, в окрузі Лайбніц, неподалік від кордону зі Словенією.

## Історія
Територія поблизу Арнфельса  в 11 столітті належала родині Шпангаймерів. Тому припускають, що хтось із їхніх слуг побудував замок Арнфельс, а місцеве поселення, засноване німецькими колоністами біля підніжжя гори, отримало таку ж назву. Рік 1150 можна вважати історичною датою народження Арнфельса. Документальна згадка свідчить про існування ринку та поселення в 1280 році.
Замок Арнфельс був уже відомий як «castrum Arnuelse» близько 1212 року і спочатку належав родині Мурек, але  в наступні століття кілька разів переходив з рук в руки. Назва Арнфельс могла також стосуватися будівельника або першого власника замку: «Fels des Arno» = Арнфельс. Арнфельс став  ринком ще 1278 року.
В історії громади були два великі руйнування: у 1532 поселення сплюндрували турки, у 1825 ринок спалила пожежа.

## Сусідні громади
|         | Санкт-Йоганн-ім-Заггауталь |                           |
| Обергаг | Розташування               | Лойчах-ан-дер-Вайнштрассе |
|         | Обергаг                    |                           |